# DLL3
DLL3‏ (Delta like canonical Notch ligand 3) هوَ بروتين يُشَفر بواسطة جين DLL3 في الإنسان.